# Darrell Walker

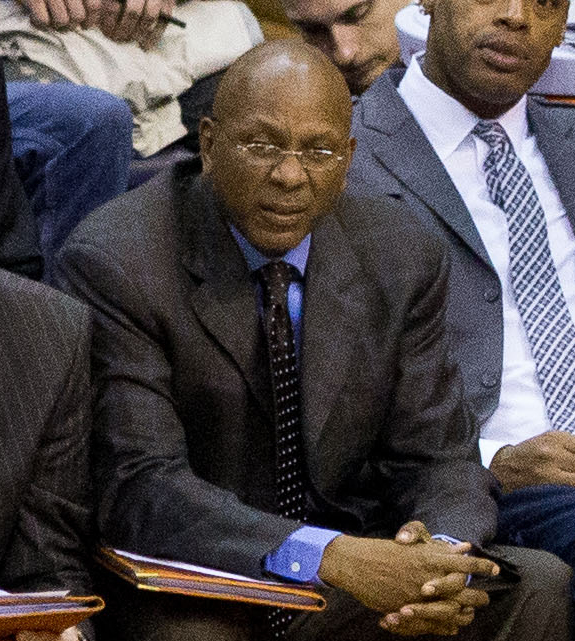
Darrell Walker, 2013.

Darrell Walker, född 9 mars 1961 i Chicago i Illinois, är en amerikansk baskettränare och före detta professionell basketspelare.

## Spelare
Darrell Walker spelade som shooting guard (SG) och tillbringade tio säsonger (1983–1993) i den nordamerikanska basketligan National Basketball Association (NBA), där han spelade för New York Knicks, Denver Nuggets, Washington Bullets, Detroit Pistons och Chicago Bulls. Under sin karriär gjorde han 6 389 poäng (8,9 poäng per match); 3 276 assists samt 3 134 rebounds, räddningar från att bollen ska hamna i nätkorgen, på 720 grundspelsmatcher.
Walker draftades av Knicks i första rundan i 1983 års draft som tolfte spelare totalt.
Han var med att vinna Bulls tredje raka NBA-mästerskap säsongen 1992–1993.
Innan han blev proffs började han 1979 studera vid University of Arkansas-Fort Smith och spelade basket för deras idrottsförening Arkansas-Fort Smith Lions. Året därpå flyttade han till University of Arkansas och spelade tre säsonger för Arkansas Razorbacks.

## Tränare
Efter den aktiva spelarkarriären började han arbeta som tränare. Walker har varit tränare för Toronto Raptors och Washington Wizards (NBA), Washington Mystics (WNBA) och universitetslagen Clark Atlanta Panthers och Little Rock Trojans. Han har också varit assisterande tränare för Raptors, New Orleans Hornets, Pistons och Knicks.